# Ziua de luptă împotriva alienării părintești
Ziua de 25 aprilie a fost aleasă ca Zi de luptă împotriva alienării părintești (PAAD în limba engleză), ca parte dintr-o campanie globală de a crește înțelegerea fenomenului alienării părintești.  Idea a pornit din Canada fiind inițiată de Sarvy Emo în anul 2005, având ca dată originală de sărbătorire ziua de 28 martie. Această dată a fost schimbată în anul următor, din rațiuni de marketing.
PAAD este sărbătorită din anul 2011, în Bermuda, și în 17 state americane (New York, Maine, Connecticut, Florida, Indiana, Iowa, Kentucky, Montana, Nebraska, Alabama, Arkansas, Georgia, Maryland, Mississippi, West Virginia, Indiana, Oklahoma). Multe orașe canadiene recunosc oficial ziua de 25 aprilie ca Zi de luptă împotriva alienării părintești. De la proclamare, ziua a fost recunoscută (și se fac manifestări) în circa 25 de țări ale lumii.